# Jamal Abu-Shamala
Jamal Abu-Shamala (Shakopee, Minnesota; 25 de julio de 1987) es un exjugador de baloncesto estadounidense-palestino, que jugó internacionalmente con las selecciones de Jordania y Palestina.

## Biografía
Abu-Shamala asistió a la Shakopee High School de Shakopee, Minnesota, donde jugó a nivel escolar con los Sabers y fue campeón estatal en 2005. También integró el equipo Minnesota Magic en los torneos de la AAU, teniendo de compañero a Cole Aldrich.
Habiendo recibido ofertas de becas deportivas de universidades de la División II de la NCAA, Abu-Shamala optó por enrolarse en la Universidad de Minnesota y solicitarle al entrenador incorporarse al equipo como walk-on (jugador de reserva que no goza de beca por lo que tiene limitadas oportunidades de jugar en los torneos oficiales). Sin embargo su temporada como freshman fue muy productiva, por lo que posteriormente jugó tres temporadas más como una pieza fundamental de los Golden Gophers en la Big Ten Conference. En 2009 su universidad le otorgó un premio en reconocimiento a su alto rendimiento deportivo y académico, y a sus actividades de voluntariado. Permaneció un año más para graduarse como médico.
En octubre de 2010 participó de un campo de prueba de los Sioux Falls Skyforce, equipo de la NBA D-League. Aunque consiguió firmar un contrato profesional, sólo alcanzó a jugar un partido con el equipo antes de verse desvinculado del mismo.
Prosiguió su carrera en México, primero jugando en la LNBP con los Potros ITSON de Obregón y luego en el CIBACOPA con los Rayos de Hermosillo.
No volvió a jugar con un club hasta septiembre de 2017, cuando se sumó al plantel del Sareyyet Ramala que disputó la FIBA Asia Clubs Champions Cup en China.

## Selección nacional

### Jordania
Fue contactado por la Federación Jordana de Baloncesto en 2008 con una oferta para incorporarse a su selección nacional, cosa que aceptó. De ese modo ganó la Copa Williams Jones en 2008 y fue subcampeón en la de 2009. 

### Palestina
Siendo hijo de un inmigrante palestino a los Estados Unidos, en 2011 adquirió la nacionalidad de ese país e hizo su debut con el equipo nacional en el torneo de baloncesto de los Juegos Panarábicos. Su compromiso con los palestinos se extendió por diez años, participando de diversos torneos y competiciones, siendo el más importante el Campeonato FIBA Asia de 2015.